# 木村善之輔 (5代)
5代木村善之輔（ごだい きむら ぜんのすけ、1978年（昭和53年）4月4日 - ）は、大相撲の十両格行司である。本名は木村 誠（きむら まこと）。春日野部屋所属。血液型はO型。

## 人物
埼玉県富士見市出身。1994年5月場所で木村将二の名で初土俵を踏む。2015年5月場所十枚目格昇進、5代木村善之輔に改名。

## 履歴
- 1994年5月場所 - 初土俵：木村将二。
- 1994年7月場所 - 序ノ口格として番付に初掲載。
- 1999年1月場所 - 序二段格昇進。
- 2004年1月場所 - 三段目格昇進。
- 2008年1月場所 - 幕下格昇進。
- 2015年11月場所 - 十枚目格昇進。5代木村善之輔に改名。